# Lyre
Lyre（リラ）は、日本のCCMの歌手グループ。
現メンバーの元となる東京基督教大学の学生4人が、自分たちの賛美をテープに録音したことが始まり。その後、周囲の勧めに従って発売したアルバムCDにより、全国的にその歌が知られることになった。日本のキリスト教音楽の市場は非常に小さなものであるにもかかわらず、Lyre のアルバムは好調な売り上げ枚数を記録している。卒業後のメンバーは、録音やコンサートなどの時を除いて全員が揃うことは少ない。

## バイオグラフィー
- 1992年 - 現メンバーのうち4人が、東京基督教大学に入学。
- 1993年 - 塚田献が加わった５人で学園祭で歌う。その際、「竪琴」、「ライラックの花」の意味を込めてグループ名を「Lyre」とする。
- 1994年 - 青木信太郎が加わって現メンバーの6人が揃う。
- 1995年 - 阪神・淡路大震災に心を痛めたメンバーがテープ『LYRE1995』を製作し、利益を義援金として送る。
- 1996年 - 卒業式の後、学内食堂で解散コンサート。卒業記念に自主制作のアルバムを製作。メンバー分の6枚製作する筈だったが、周囲の希望により学内で販売、その後学外でも販売され、2,000枚以上の売り上げを記録。
- 1999年 - 今後もCDを製作する話がメンバー内より持ち上がり、2枚目のアルバム、『LYRE 1999「同じ空の下で」』発売。
- 2001年 - 3枚目のアルバム、『LYRE 2001「いつもともに」』発売。CCM大賞アルバム部門金賞受賞。
- 2002年8月30日 - 結成10周年コンサート。
- 2003年 - 4枚目のアルバム、『LYRE 2003「きっと朝には」』発売。
- 2004年5月 - 東京/横浜/名古屋の3日連続コンサート。
- 2004年 - ライブアルバム/DVD、『LYRE LIVE「あなたの喜びとなるように」』発売。
- 2007年12月4日 - 塚田献一時帰国を期に、玉川聖学院にて4年ぶりのフルメンバーでのコンサート。
- 2008年4月25日 - 新曲披露コンサート。
- 2008年6月 - 6枚目のアルバム、『LYRE 2008「かけがえのないもの」』発売。
- 2010年11月 - 塚田献一時帰国を期に、いのちのことば社中野本部ビルにてファンコンサート。

## メンバー
作詞、作曲のほとんどは、宮脇、塚田が担当。
- 宮脇栄子（旧姓：若林） - （ソプラノ）
- 小山晶子（旧姓：佐竹） - 栄シャローム福音教会（ソプラノ）
- 佐々木めぐみ（旧姓：飯塚） -（アルト）
- 松浦千登勢（旧姓：具志堅）- 沖縄バプテスト連盟 泡瀬バプテスト教会協力牧師 元カンボジア等宣教師（アルト）
- 塚田献 - 日本伝道福音教団 高田聖書教会牧師 元ブラジル宣教師（テノール）
- 青木信太郎 - 日本同盟基督教団 いのちの泉聖書教会牧師（テノール）

## ディスコグラフィー

### アルバム
- LYRE リラ
- LYRE 1999「同じ空の下で」
- LYRE 2001「いつもともに」
- LYRE 2003「きっと朝（あした）には」
- LYRE LIVE「あなたの喜びとなるように」
- LYRE 2008「かけがえのないもの」
- LYRE 2011「共に」
- LYRE 2013「めぐみのしずく」
- LYRE 2017「最後まで」
- LYRE セレクトアルバム「わたしたちのこの口は」

### DVD
- LYRE LIVE「あなたの喜びとなるように」

### ソングブック
- LYRE SONG BOOK 全68曲
- LYRE SONG BOOK 「2008／かけがえのないもの」全16曲
- LYRE SONG BOOK 全102曲